# Brighamia

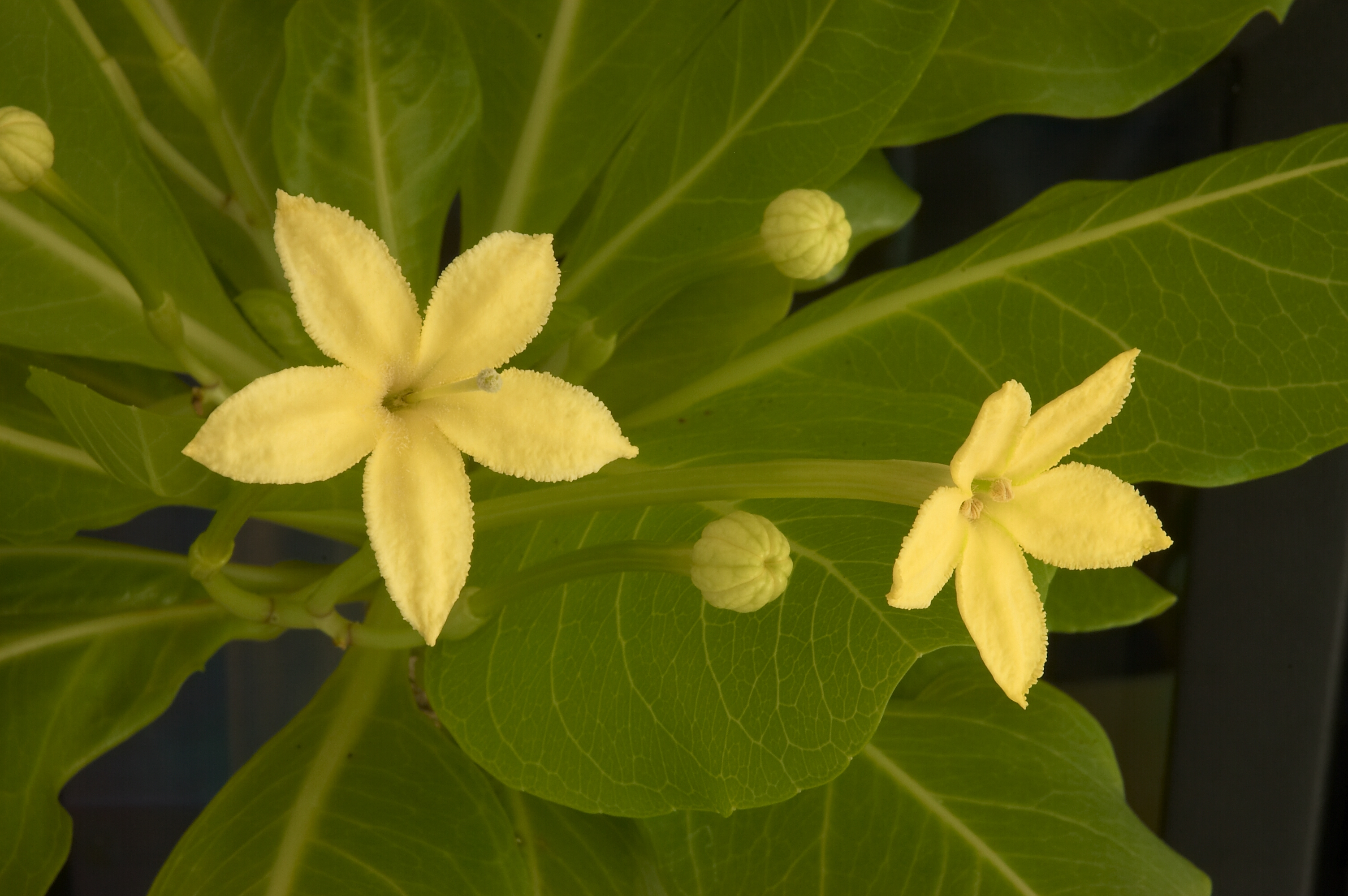
Kwiaty Brighamia insignis

Brighamia – rodzaj roślin z rodziny dzwonkowatych. Obejmuje dwa gatunki, oba będące endemitami Hawajów. B. insignis rośnie na Kauaʻi i Niʻihau, zaś B. rockii na Molokaʻi. Rośliny te są uprawiane jako ozdobne. Puste łodygi martwych roślin używane były na Hawajach jako instrumenty dęte.
Nazwa rodzaju upamiętnia jednego z pierwszych odkrywców tych roślin – Williama T. Brighama, który zebrał i zakonserwował okazy z wyspy Molokaʻi podczas wyprawy w latach 1864–65 (pierwszym był Jules Remy między 1851 i 1855).

## Morfologia
PokrójNiewielkie drzewka o pojedynczym, nierozgałęzionym i sukulentowatym pniu.
LiścieSkrętoległe, skupione w szczytowej części pędów, mięsiste.
KwiatyOkazałe i wonne, zebrane w 3–8 kwiatowe grona. Korona biała (u B. rockii) lub żółta (u B. insignis). Końce płatków rozpostarte, w dole zrośnięte w prostą, cienką rurkę nierozdzieloną lub rzadziej rozciętą maksymalnie do 1/3 długości. Rurka ze zrośniętych nitek  pręcików przylega do rurki korony do połowy jej długości i schowana jest w niej w całości. W szczytowej części nitki są pokryte sztywnymi włoskami.
OwoceTorebki otwierające się dwoma podłużnymi pęknięciami. Nasiona są białe. O łupinie gładkiej (u B. rockii) lub brodawkowatej (u B. insignis).

## Systematyka
Pozycja systematyczna
Rodzaj z rodziny dzwonkowatych Campanulaceae klasyfikowany w jej obrębie do podrodziny Lobelioideae.
Wykaz gatunków
- Brighamia insignis A.Gray
- Brighamia rockii H.St.John